# Sonate pour violoncelle et piano de Chostakovitch
Pour les articles homonymes, voir Sonate pour violoncelle et piano.

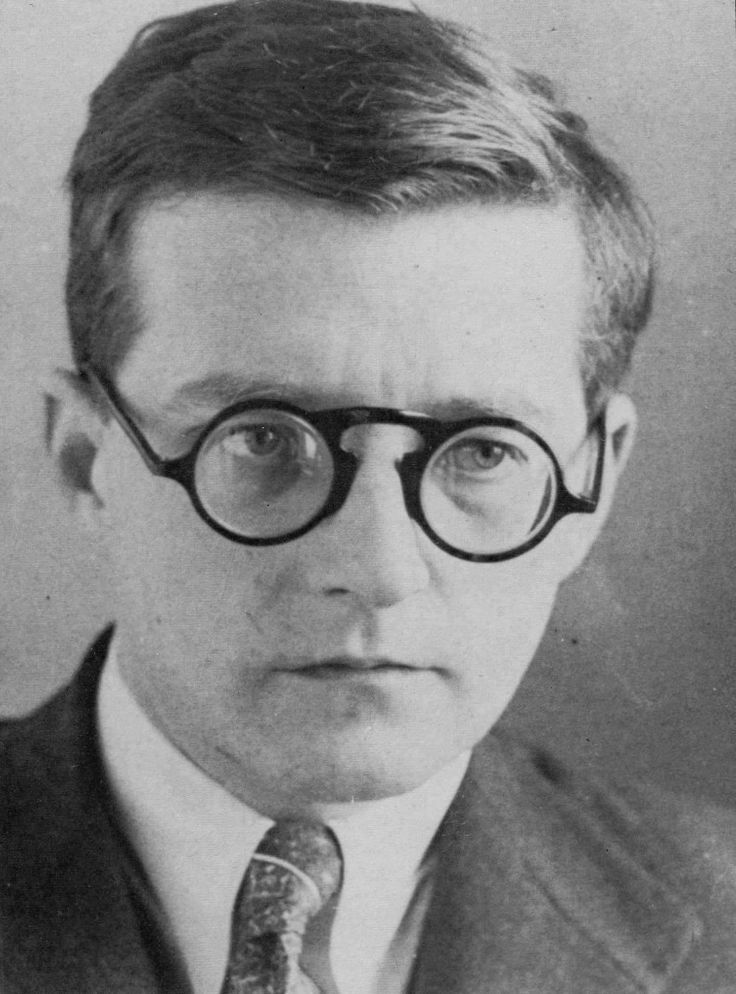
Dmitri Chostakovitch en 1934

La Sonate pour violoncelle et piano en ré mineur, op. 40 de Dmitri Chostakovitch est une œuvre composée en 1934.

## Historique
Cette œuvre fut composée en 1934 à Moscou au moment où Chostakovitch reçoit tous les honneurs de l'URSS. Elle sera cependant très souvent remaniée par le compositeur jusqu'à sa mort. La dernière édition sortit en 1987, soit 12 ans après son décès.

## Mouvements
1. Allegro non troppo - ~13 min 30 s
2. Allegro - ~3 min 15 s
3. Largo - ~11 min
4. Allegro - ~4 min 30 s

## Discographie sélective
- 1959 : Mstislav Rostropovitch et Dmitri Chostakovitch (Supraphon Archiv ou EMI Classics)
- 1987 : Yo-Yo Ma et Emanuel Ax, avec le Trio op 67, chez CBS Records (CD nºMK44664).
- 1996 : Xavier Phillips et Hüseyin Sermet, avec les Sonates pour violoncelle et piano de Prokofiev et Schnittke, collection Les Nouveaux Interprètes chez Harmonia Mundi (CD nºHMN911628).